# Селська Гора
Селська Гора (словен. Selska Gora) — поселення в общині Мирна, регіон Південно-Східна Словенія, Словенія.